# محمد عبد الكريم الكسنزاني
محمد بن عبد الكريم الكسنزاني الحسيني (1938-4 يوليو 2020) هو أحد شيوخ الطريقة العلية القادرية الكسنزانية وتسمى اختصاراً بـ الطريقة الكسنزانية ويقع المقر الرئيسي لهذه الطريقة في محافظة السليمانية في إقليم كردستان العراق.
أما اسم الكسنزان الذي يُطلق على عائلة الشيخ فهو لقب أُطلق على جدهم عبد الكريم الأول. وكسنزان كلمة كردية تعني «لا يعلم عنه أحد»، وسبب إطلاق هذا اللقب على هذا الشيخ هو انقطاعه لمدة أربع سنوات عن الناس مختلياً في أحد جبال قرداغ، وهي منطقة تقع في ضواحي مدينة السليمانية يعني اسمها «الجبل الأسود»، وحينما كان يُسأل أحد الناس عن الشيخ يقول «كسنزان» أي لا أحد يعرف. وبعد عودته من الجبل جرى هذا اللقب على ألسنة الناس عَلَماً للطريقة العلية القادرية الكسنزانية التي تبنى مشيختها الشيخ عبد الكريم الأول وأبناؤه وأحفاده من بعده.
فاسم الكسنزان هو لقب عائلة واسم طريقة وله معناه الاصطلاحي. وأما اسم العشيرة التي ينتمي إليها الشيخ محمد الكسنزان هي عشيرة السادة البرزنجية والأب الأعلى لهذه العشيرة هو الشيخ عيسى البرزنجي الذي كان أول من سكن في برزنجة في شمال العراق.

## ولادته ونشأته
ولد الشيخ محمد الكسنزان الحسيني في قرية كربجنة التابعة لناحية سنكاو من محافظة كركوك في شمال العراق فجر الجمعة الرابع عشر من شهر صفر سنة 1358 هـ أو 15 نيسان/أبريل سنة 1938 م وهذه القرية التي ولد فيها الشيخ هي موطن مشايخ الطريقة الكسنزانية، ومنذُ سنواته الأولى التي قضاها في كربجنة كان شيخ الطريقة هو والدهُ السيد الشيخ عبد الكريم الكسنزان الذي أُنيطت به المشيخة من قبل أخيه الأكبر حسين الكسنزان والذي كان يُطلق عليه ولا زال لقب «السلطان». 

## دراسته
أخذ الشيخ محمد الكسنزان الطريقة عن والده وأخذ معها علوم التصوف وأخذ العلوم الشرعية على يد كبار علماء عصره وفقهاء مصره في مدرسة كربجنة الدينية فدرس العلوم العربية والإسلامية على يد كبار علمائها منهم الملا كاكا حمه سيف الدين والملا علي مصطفى المُلقّب بعلي ليلان والملا عبد الله عزيز الكربجني. وللشيخ مكتبة علمية نادرة حوت آلاف الكتب والمخطوطات التي جمعها بمشقة كبيرة، فقد واضبَ على مراجعة دار المخطوطات ومكتبة الأوقاف العامة ومكتبة الحضرة القادرية الشريفة سبعة عشر عاماً بصورة مستمرة يدخل المكتبة في بداية الدوام الرسمي ولا يخرج منها إلا في نهايته. وأما علوم التصوف النقلية فقد تعهدها بالدرس والبحث، وأكبر شاهد على ذلك هو ما تضمنه إنجازه الكبير موسوعة الكسنزان فيما أصطلح عليه أهل التصوف والعرفان التي تُعد فريدة في بابها.

## إنجازاته العلمية والصوفية
في مجال البحث والتأليف والإصدارات الصوفية، له العديد من المؤلفات، التي طبع منها:
1. كتاب الأنوار الرحمانية في الطريقة العلية القادرية الكسنزانية.
2. نشر كتاب: جلاء الخاطر من كلام الشيخ عبد القادر.
3. كتاب الطريقة العلية القادرية الكسنزانية.
4. موسوعة الكسنزان فيما أصطلح عليه أهل التصوف والعرفان.[7]

## إنجازات علمية أُخرى
- تأسيسه كلية الشيخ محمد الكسنزان الجامعة، والتي تضم إلى جانب قسم علوم الشريعة والتصوف وحوار الأديان، أقسام أُخرى في علوم الاقتصاد والسياسة والقانون واللغة وعلوم الحاسبات والرياضيات التطبيقية، وهو بلا شك إنجاز يظهر مدى تفاعل الشيخ محمد الكسنزان مع متطلبات العصر الذي يعيش فيه وتفاعله معه بالوسائل العصرية التي تناسبه. وهذه الكلية العلمية الإنسانية هي بمثابة نواةٍ لجامعة كبرى يكون لها فروع في جميع دول العالم المتحضر كما يأمل الشيخ.
- إنجازه لتقويم إسلامي رائدٍ، وهو التقويم المحمدي وفيه أطروحة علمية دقيقة في الحسابات مستندة إلى علم الفلك ويؤرخ الأحداث نسبة لولادة الرسول محمد .
- تأسيس المجلس المركزي للطرق الصوفية في العراق.
- موقع الطريقة العلية القادرية الكسنزانية  وهو موقع متخصص بنهج وأسلوب ومبادئ الطريقة الكسنزانية، وهو بمثابة اللسان الناطق عنها للعالم، والصورة المعبرة عن جوهرها ومضمونها.
- تأسيس المركز العالمي للتصوف والدراسات الروحية في عام 1415 للهجرة الموافق للعام 1994، ويتخصص هذا المركز في البحث في حالات الشفاء الفوري الخاصة بخوارق وكرامات الطريقة الكسنزانية  التي تُثبت وجود الذات الإلهية والمقارنة بين هذه الخوارق من جهة وبين الظواهر الباراسايكولوجية من جهة أُخرى وإثبات فشل الأخيرة أمام خوارق الطريقة الكسنزانية، إضافة إلى دراسات أخرى يتم بحثها في هذا المركز على أيدي باحثين متخصصين.

## وفاته

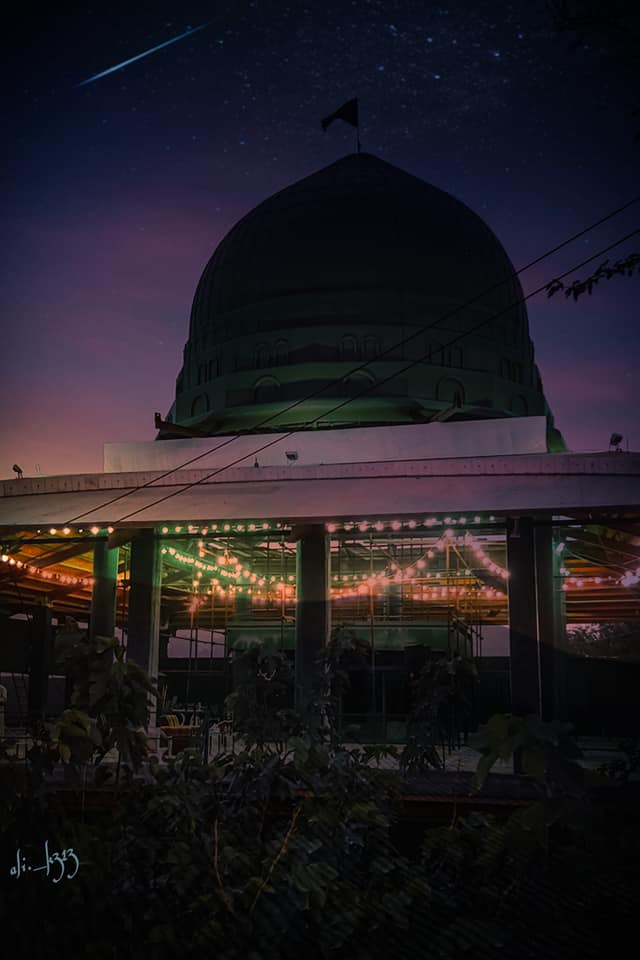
قبة مرقد الشيخ محمد الكسنزان في كربجنة، كردستان العراق

توفي الشيخ محمد عبد الكريم في الولايات المتحدة في 4 يوليو 2020 عن عمر ناهز الـ82 عاماً. بعد وفاته تمت مبايعة إبنه الشيخ نهرو الكسنزاني، ليخلف والده الذي أوصى قبل ما يقارب ربع عقد من الزمان بأن يخلفه كمرشد للطريقة.

## وصلات خارجية
- قصيدة هبة الله إلينا مولد السيد الشيخ نهرو محمد عبد الكريم الكسنزان 2018 على يوتيوب
- الطريقة العلية القادرية الكسنزانية -الموقع الرسمي
- سيرة محمد عبد الكريم الكسنزان على يوتيوب